# Berinomo jezik
Berinomo jezik (ISO 639-3: bit; bitara), papuanski jezik sepičke porodice, skupine sepik hill, kojim govori oko 350 ljudi (2000 popis) na rijeci April u selima Bitara i Kagiru, provincija East Sepik, Papua Nova Gvineja.
Jezik ima dva dijalekta imenovana po selima u kojima se govore, to su bitara i kagiru (ili apowasi). U upotrebi je danas i tok pisin.
Berinomo s jezicima bahinemo [bjh], bisis [bnw], kapriman [dju], Mari [mbx], sumariup [siv] i watakataui [wtk] čini podskupinu bahinemo.

## Vanjske poveznice
- Ethnologue (14th)
- Ethnologue (15th)